# Edek
Edek, dessen Lebensdaten unbekannt sind, war ein ziehharmonikaspielender Junge im Vernichtungslager Treblinka, der damals etwa vierzehn Jahre alt war. Ob Edek sein wirklicher Vorname war, ist nicht mit letzter Sicherheit geklärt, wie auch weitere Informationen zu seiner Familie und seinem Hintergrund unbekannt sind. Er war an der Vorbereitung des Aufstands von Treblinka am 2. August 1943 beteiligt.

## Edeks Name
Samuel Willenberg, ein Überlebender des Aufstands von Treblinka, legt in seinem im April 2009 veröffentlichten Buch mit dem Titel Treblinka Lager dar, dass mit der Ankunft des Lagerleiters Franz Stangl Namenslisten für Häftlinge, die im Lager arbeiteten, eingeführt wurden. Die Häftlinge entschieden sich, ihre wahren Namen zu nennen. Daher dürfte es mit hoher Wahrscheinlichkeit der Fall sein, dass Edek sein Vorname war, eine in Polen durchaus verbreitete Rufform von Eduard. Sein Familienname und Leben vor seinem Aufenthalt im Lager sind nicht bekannt.

## Edek und seine Ziehharmonika
Edek kam mit einem Transport aus dem Warschauer Ghetto in das Vernichtungslager Treblinka. Auf dem Transport war der Junge nicht zu übersehen: „Eine riesige Ziehharmonika verdeckte seinen Körper, seine traurigen Augen boten sich an.“ Als er in dem Vernichtungslager mit seiner Ziehharmonika ankam, wählte ihn die SS für ihr Häftlingsorchester aus, während seine Eltern und Geschwister sofort ermordet wurden. Einer der Häftlinge, die Treblinka überlebten, war Richard Glazar aus Tschechien. Er sagte: „Mit seiner Ziehharmonika, die fast den ganzen Körper bedeckte, wirkte er – ihm war das nicht bewußt – wie ein Teil von Treblinkas Inventar.“
Edek wurde Mitglied des Häftlingsorchesters, das zeitweise vor den Gaskammern Operettenmusik spielen musste, um die Todesschreie zu übertönen. Bei Abendappellen spielte das Orchester Marschmusik und polnische und jiddische Volkslieder. Bei größeren Veranstaltungen hatte das von Artur Gold geführte Orchester für das SS-Personal Musik zu machen, tagsüber hatten er und weitere jüdische Jungen die Uniformen zu reinigen und auszulegen, die Schuhe des SS-Personals zu putzen, die Betten zu machen und die Zimmer zu säubern.

## Edeks Rolle beim Häftlingsaufstand
Beim Häftlingsaufstand am 2. August 1943 im Lager Treblinka spielte Edek eine wichtige Rolle. Er konnte nur an einem Montag stattfinden, da die SS-Baracke mit Depot montags von Edek und anderen vollständig gereinigt wurde, und sie dabei ohne Aufsicht durch Wachen waren; nur so konnten die 400 aufständischen Häftlinge in Besitz von Munition kommen. Zugang zur SS-Baracke hatten die sogenannten „Hofjuden“: „der Sänger Salve, der kleine Edek, der jüngere, etwa fünfzehnjährige Putzbursche Heniek, der ältere Putzbursche und Zinker Chaskel und dann der, der die Abfälle hinausfuhr und für Pferd, Wagen und Stall zu sorgen hatte.“ Edek beschädigte das Depotschloss, indem er einen Metallsplitter hinein schob. Als Häftlinge, die von Beruf Schlosser waren, das Schloss unter Aufsicht der SS reparierten, gelang es, einen Abdruck anzufertigen. Diejenigen, die Zugang zur Baracke hatten, vermochten es, ohne aufzufallen, den kopierten Schlüssel zum Munitionsdepot zu testen und zwei Kisten mit Handgranaten zu entwenden und zu verstecken. Häftlinge, die sich mit Waffen auskannten, stellten fest, dass die Zünder an den Handgranaten fehlten, so wurden die Kisten zunächst wieder unbemerkt zurückgebracht. Wie die Häftlinge an die Zünder herankamen, ist nicht dokumentiert. Die Kisten mit 30 Handgranaten waren von besonderer Bedeutung, weil die Explosion einer Handgranate den Beginn des Aufstands um 16.00 Uhr zu signalisieren hatte.
Im Verlauf des Aufstands gaben die über 30-Jährigen den jüngeren Widerstandskämpfern die Weisung zu fliehen, vermutlich damit diese eine Überlebenschance hatten. Etwa 200 bis 250 Aufständische flohen daraufhin. Das Ziel, das gesamte Lager zu vernichten, wurde nicht erreicht, jedoch wurden durch Brände viele Einrichtungen beschädigt. Die meisten wurden auf der Flucht erschossen oder zurück ins Lager gebracht, wo sie mit den dort gefangenen Kämpfern hingerichtet wurden. Im Herbst 1943 wurde das Lager dem Erdboden gleichgemacht und versucht, Spuren zu verwischen.
Von den Widerstandskämpfern überlebten 54 Personen, die bei zwei Treblinka-Prozessen Anfang der 1970er Jahre als Zeugen vor dem Landgericht Düsseldorf aussagten. Nach neuestem Kenntnisstand sind lediglich die Namen „von etwas mehr als 60 Überlebenden des Vernichtungslagers bekannt“. Das Schicksal Edeks nach dem Aufstand ist nicht bekannt.